# M’Bairo Abakar
M’Bairo Abakar (ur. 13 stycznia 1961) – czadyjski judoka, uczestnik Letnich Igrzysk Olimpijskich 1992.
Na igrzyskach w Barcelonie startował w kategorii wagowej do 78 kilogramów. W 1/32 finału miał wolny los, lecz w 1/16 finału przegrał z Amerykaninem Jasonem Morrisem, późniejszym wicemistrzem olimpijskim. Abakar walczył jeszcze w walce repasażowej z Szaripem Warajewem ze Wspólnoty Niepodległych Państw, jednak także przegrał (w obu przypadkach Czadyjczyk został pokonany przez ippon).
Był najstarszym reprezentantem Czadu na igrzyskach w Barcelonie.